# Carl Sontheimer
Carl G. Sontheimer (1914 - 23 mars 1998) est un inventeur et ingénieur américain connu notamment pour avoir créé le robot de cuisine Cuisinart.
Sontheimer est né à New York, mais est élevé en France.  Il retourne aux États-Unis pour étudier au MIT, où il reçoit son diplôme d'ingénieur. Avant de développer son robot de cuisine au début des années 1970, il inventa de nombreux autres appareils, dont un appareil à micro-ondes utilisé par la NASA durant le programme lunaire.